# Гарбо, Самир
Самир Ахмед Гарбо (араб. سمير أحمد غرب‎; 13 марта 1925, Суэц — 10 апреля 2018, Колумбус) — египетский ватерполист, выступавший за национальную сборную Египта по водному поло в конце 1940-х — начале 1950-х годов, участник двух летних Олимпийских игр. Также известен как преподаватель, эксперт в области фармакологии. 

## Биография
Самир Гарбо родился 13 марта 1925 года в городе Суэц, Египет. 
Как спортсмен известен своими выступлениями за национальную сборную Египта, в частности принимал участие в Олимпийских играх 1948 года в Лондоне и 1952 года в Хельсинки, где занял седьмое и девятое места соответственно. В общей сложности провёл в составе египетской сборной 63 международных матча.
После завершения спортивной карьеры проявил себя в химии и фармакологии. Получил степень бакалавра наук в области сельского хозяйства и фармацевтики в Каирском университете, затем стал доктором философии в Грацском университете имени Карла и Франца. Служил в медицинском корпусе Армии Египта. Преподавал в колледже фармации при Александрийском университете, профессор, автор множества научных публикаций. Впоследствии в течение многих лет преподавал и занимался научной работой в Университете штата Огайо, где также являлся тренером местной студенческой команды по водному поло.
Оставив преподавание в 2010 году, занимался общественной деятельностью, состоял в нескольких исламских организациях штата Огайо.
Был женат на немке Кристе Рот Гарбо, имел двоих сыновей. Проживал вместе с семьёй в США.
Умер 10 апреля 2018 года в Колумбусе в возрасте 93 лет.